# Loch Letter
Loch Letter ist ein kleiner See (Loch) nordwestlich von Stirling in der gleichnamigen Region im Norden von Schottland.

## Geographie
Das sumpfige Gewässer liegt am Südosthang des Ben Gullipen. In der Nähe befinden sich der Letter Forest, die Ortschaft Letter sowie, etwa 400 Meter im Osten, das nördliche Ende des Lochs Rusky, in welchen der See entwässert.